# Horst J. Beck
Horst J. Beck (* 14. Juni 1909 in München; † 7. Februar 2006 in Überlingen) war ein deutscher Maler.

## Leben
Der Sohn des Kunstglasmalers Jakob Beck und seiner Ehefrau Karolina Valerie geb. Scheel erfuhr in seiner Schulausbildung künstlerischen Einfluss. In Dresden erhielt er Zeichenunterricht durch Professor Georg Wrba. Mit Beginn des Nationalsozialismus sah Beck keine Möglichkeit mehr zur freien Weiterbildung und studierte von 1934 in Mönchengladbach Textilingenieurwesen und ließ sich zum Coloristen ausbilden. Nach dem Militär- und Kriegsdienst 1937–1945 als Fernaufklärungsflieger gelang ihm mit Hilfe des Guardian des Franziskaner-Konvents in Dongo die Flucht in die Schweiz und die Aufnahme bei dem Berner Maler Martin Lauterburg. Dort konnte Beck wieder mit der Malerei beginnen.
Zwischen 1949 und 1958 besuchte Beck mehrmals für mehrere Monate Paris und hatte dort Begegnungen mit Hans Hartung und den Malern der École de Paris. 1952 ließ er sich am Bodensee nieder. Hier entwickelte er sich weiter mit Seminaren über Malerei und Musik bei Max Ackermann und Wolfgang Fortner, über Malerei und Architektur bei Hugo Häring. Es entstand auch ein reger Gedankenaustausch mit Julius Heinrich Bissier (* 3. Dezember 1893 in Freiburg im Breisgau; † 18. Juni 1965 in Ascona), was die umfangreiche Korrespondenz zwischen den Malern im Nachlass von Horst Beck belegt.
Ende der 1950er Jahre begann Beck mit ersten Entwürfen für Glasmalerei und Kirchenfenster. Bis Anfang der 1970er Jahre arbeitete Beck in diesem Bereich sehr intensiv und heute besitzen über 20 Kirchen beider Konfessionen in Baden-Württemberg Werke von Horst J. Beck.
1959 heiratet Beck Christa Lotz aus Obernhof/Lahn. Mit ihr unternahm er Reisen in den östlichen Mittelmeerraum nach Griechenland, Türkei oder nach Israel. Es waren die Regionen, die er früher als Aufklärungsflieger überflogen hatte. Sie wurden richtungsweisend für seine späteren Bilder. Beck sagt über sich selbst: „Den einzigen Ismus, den ich für mich in Anspruch nehme, ist der Individualismus.“

## Leistungen
Horst J. Beck hat Farbreliefs in Mischtechnik auf Hartfaserplatten, Zeichnungen, Aquarelle, Plastiken geschaffen. Vor allem haben seine Kunstglasmalereien im öffentlichen Raum, hier besonders in Kirchen in Baden-Württemberg, Aufmerksamkeit erfahren. Für seine Leistungen und sein Lebenswerk erhielt Horst J. Beck das Bundesverdienstkreuz am Bande 1991. Seine Werke waren zu sehen in Ausstellungen in Europa, Deutschland und den USA.